# Inge Keller
Inge Keller (Friedenau, 15 dicembre 1923 – Berlino, 6 febbraio 2017) è stata un'attrice tedesca.

## Filmografia parziale

### Cinema
- Der Rat der Götter, regia di Kurt Maetzig (1950)
- Karla, regia di Herrmann Zschoche (1965)
- La fidanzata (Die Verlobte), regia di Günter Reisch e Günther Rücker (1980)
- Aimée & Jaguar, regia di Max Färberböck (1999)
- Lola + Bilidikid, regia di Kutlug Ataman (1999)
- 3, regia di Tom Tykwer (2010)

### Televisione
- I 300 di Fort Canby (Gewissen in Aufruhr) - miniserie TV, 5 episodi (1961)